# Фумагалли, Полибио
Полибио Фумагалли (итал. Polibio Fumagalli; 26 октября 1830, Инцаго — 21 июня 1900, Милан) — итальянский органист, пианист, композитор и музыкальный педагог. Третий из четырёх братьев Фумагалли, ставших профессиональными музыкантами (наиболее известен второй брат, Адольфо).
На протяжении многих лет органист и хормейстер миланской церкви Сан-Чельсо. Начиная с 1871 года (сменив Франческо Альмазио) многие годы преподавал орган в Миланской консерватории; среди его учеников, в частности, Марко Энрико Босси и Джованни Тебальдини — второй, впрочем, был исключён из консерватории за отрицательную рецензию на мессу Фумагалли.
Автор многочисленных органных и органно-хоровых сочинений, а также камерной музыки для духовых: Блестящего дивертисмента для гобоя и фортепиано, Дивертисмента для флейты и фортепиано, Серенады для английского рожка, Квартета для флейты, гобоя, кларнета и фортепиано и др. Написал также ряд органных вариаций и фантазий на темы популярных опер — «Вольного стрелка» Вебера, «Жидовки» Галеви и т. д.